# Fahrzeugbau
Der Fahrzeugbau ist ein Fachgebiet des Maschinenbaus, dessen ingenieurwissenschaftlicher Schwerpunkt auf der Produktion von Landfahrzeugen und den dazu verwendeten Techniken liegt.
Zum Bau von Luftfahrzeugen siehe Flugzeugbau, zum Bau von Wasserfahrzeugen siehe Schiffbau.

## Abgrenzung zur Fahrzeugtechnik und Verkehrstechnik
Dieser Schwerpunkt unterscheidet sich wesentlich vom ingenieurwissenschaftlichen Schwerpunkt der Fahrzeugtechnik, die sich mit den Techniken in und an Fahrzeugen auseinandersetzt. Auch die Verkehrstechnik ist ein verwandtes Thema, beschäftigt sich jedoch mit Techniken zur Verkehrssteuerung und ähnlichen Themen.

## Themen des Fahrzeugbaus
Ingenieure, Konstrukteure, Fahrzeugdesigner und Fahrzeugbauer befassen sich mit den verschiedenen Techniken rund um die Entwicklung und den Bau von Fahrzeugen und den zugehörigen Teilbereichen der Technik wie z. B. dem Bau von Eisenbahnwagen (Waggonbau), der Fabrikautomation und Fertigungsoptimierung, Robotik und ähnlichen Themen. 
Zu den Themen des Fahrzeugbaus gehören beispielsweise:
- Fahrzeugentwicklung
  - Fahrzeugdesign
  - Gitterrahmen
  - Zweiräder
  - Karosserieentwicklung
  - Konstruktionslehre
  - Technisches Zeichnen

- Auslegung
  - Motoren
  - Getriebe
  - Mechanik, Kräfte, Momente
  - Festigkeitslehre
  - Dynamik

- Fabrikauslegung
  - Fabrikautomation
  - Fabrikoptimierung
  - Hydraulik
  - Pneumatik
  - Elektromechanik

- Fahrzeugtechnik
  - Antriebskonzepte, z. B. Allrad-Fahrzeuge,
  - alternative Motorenkonzepte
  - Fahrdynamik und Fahrstabilität
  - Passive Sicherheit, Crash-Verhalten
  - Leistung und Energiebedarf

Deshalb arbeiten Fahrzeugbauer, Fahrzeugkonstrukteure und Fahrzeugtechniker oftmals Hand in Hand, was leicht dazu führen kann, dass Spezialisten im jeweiligen Teilgebiet als Experten in allen Techniken rund um das Fahrzeug angesehen werden.

## Berufe im Fahrzeugbau
Designer im Fahrzeugbau entwickeln neue Produktideen und erstellen daraus Konzepte für neue Fahrzeuge oder Fahrzeugstudien. Im nächsten Schritt werden diese eventuell durch Karosseriebauer in einem Prototyp realisiert, bevor irgendwann der erste Erlkönig zur Erprobung geschickt wird.
Eine weitere wichtige Aufgabe von Entwicklern und Ingenieuren im Fahrzeugbau ist die Weiterentwicklung vorhandener Produkte und die Erprobung und Entwicklung neuer Konzepte für die Fahrzeugtechnik. Überschneidungen in der Arbeit verschiedener Spezialisten sind auch hier unumgänglich, sinnvoll und daher auch durchaus gewollt.
Speziell im Bereich des Fahrversuchs gehört neben der Prüfstandserprobung auch die Erprobung im Kraftfahrzeug auf Teststrecken (in Deutschland z. B. in Papenburg) und im Wintertest (üblicherweise in Nordschweden/Lappland) zu den Aufgaben der Ingenieure.
Neben dem reinen Fahrzeugbau gibt es noch die Motorenentwicklung. Hier liegt der Arbeitsschwerpunkt mehr in der Thermodynamik und in den Konzepten von Verbrennungsmotoren.

## Studium
Das Studium des Fahrzeugbaus wird – abgesehen von der Universität Stuttgart, der TU Bergakademie Freiberg, der TU München, der TU Braunschweig und der Universität Siegen (seit Wintersemester 2008/2009) – in Deutschland ausschließlich an Fachhochschulen (FH) gelehrt. An Technischen Universitäten ist das Fach zumeist Vertiefungsrichtung des Maschinenbaus. Das Studium dauert in der Regel an FH acht Semester einschließlich eines oder zweier Praxissemester, an Universitäten neun bis zehn bzw. bei einem Bachelor-Abschluss sieben Semester.

## Beschäftigungsmöglichkeiten
Fahrzeugbau-Ingenieure arbeiten in der Regel bei Waggonbauunternehmen, Automobilbauern, Karosseriebau, Anhängerbau, Nutzfahrzeug- oder Schienenfahrzeugbau.
Siehe auch Herstellung von Kraftwagen und Kraftwagenteilen und Sonstiger Fahrzeugbau (Wirtschaftssystematik der Unternehmen)